# Anton Amelchenko
Anton Amelchenko (Gomel, 27 de março de 1985) é um ex-futebolista profissional bielorrusso, que atuava como goleiro.

## Carreira

### Gomel
Anton Amelchenko se profissionalizou no clube da sua cidade natal em 2004 atuando até 2005.

### FC Moscou
Em 2006 se transferiu para o FC Moscou, jogando três temporadas no clube.

### Rostov
Em 2010, migrou para o FC Rostov, com boas atuções no gol do Rosto.

### Lokomotiv Moscow
No Lokomotiv pouco atuou após ser contratado e foi emprestado, para o Terek Grozny, no periodo.

### Volta ao Rostov
No Rostov, voltou ao clube, mas sem a titularidade de antes.

### Últimos clubes
Anton Amelchenko depois de atuar no Fakel Veronezh, voltou a Bielorrússia para atuar no Belshina Bobruisk, em 2017 noKrumkachy Minsk, clube que encerrou a carreira.

## Seleção
Anton Amelchenko atuou em 7 partidas com a Seleção Bielorrussa de Futebol, entre 2007 e 2011.